# Obileni
Obileni è un comune della Moldavia situato nel distretto di Hîncești di 1.439 abitanti al censimento del 2004